# Kazimierz Tadeusz Majewski

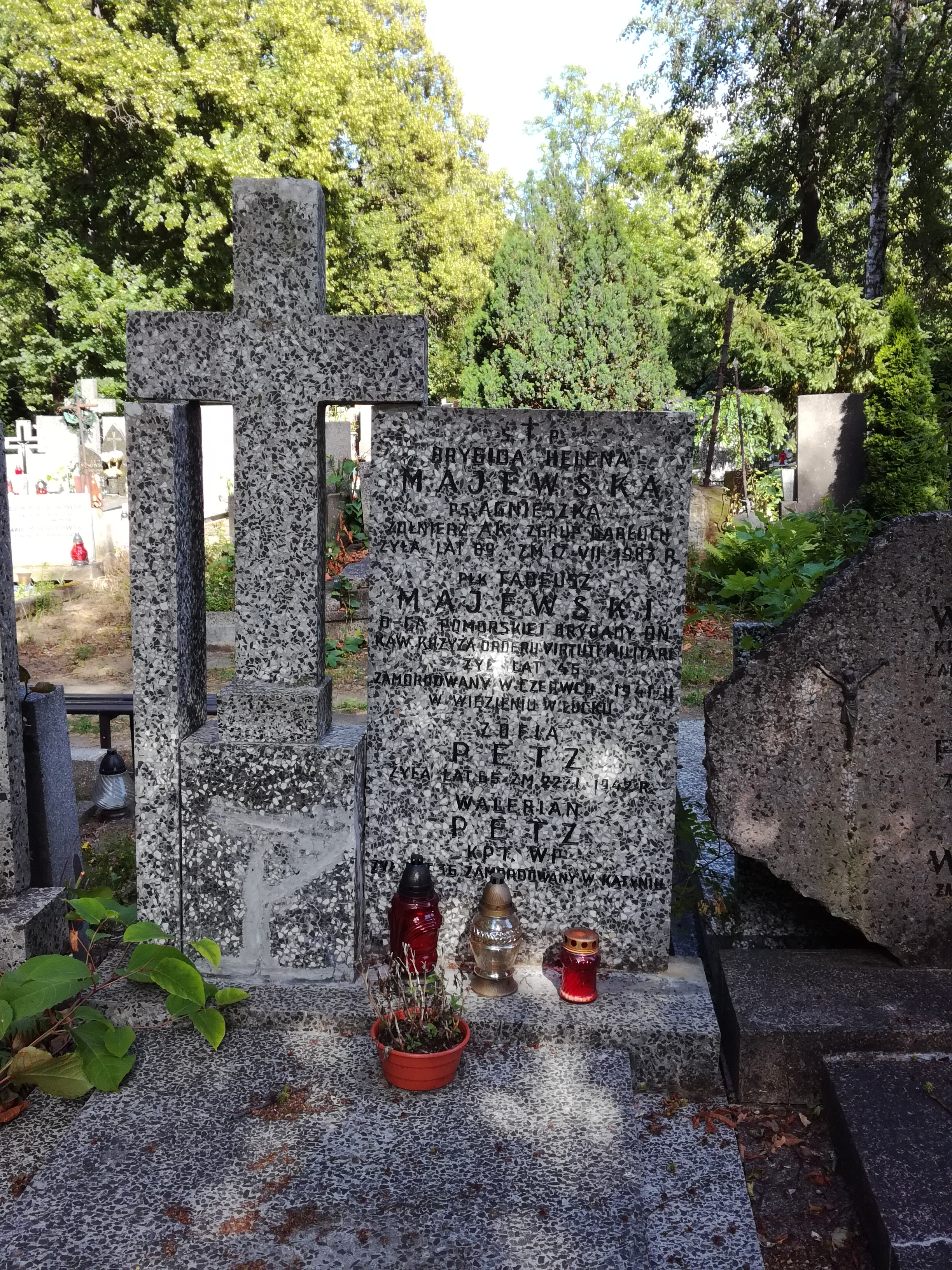
Grób Brygidy Heleny Majewskiej na cmentarzu Bródnowskim, będący symbolicznym grobem męża i brata – Waleriana Petza (1904–1940), kapitana Wojska Polskiego zamordowanego w Charkowie

Kazimierz Tadeusz Majewski, ps. „Szmigiel”, „Maj” (ur. 7 lutego 1894 w Słobodzie Komarowcach, zm. 1940) – pułkownik piechoty Wojska Polskiego, działacz niepodległościowy, kawaler Orderu Virtuti Militari (nadanego trzykrotnie).

## Życiorys
Urodził się 7 lutego 1894 roku we wsi Słoboda Komarowce położonej na terytorium ówczesnego Księstwa Bukowiny, w rodzinie Mieczysława i Malwiny z Gorczyńskich. Ukończył Seminarium Nauczycielskie we Lwowie. 1 listopada 1910 roku został członkiem IV Polskiej Drużyny Strzeleckiej we Lwowie, a w 1912 roku członkiem Narodowego Związku Robotniczego. W tym samym roku ukończył Szkołę Podchorążych PDS w stopniu kadeta-plutonowego. W maju 1914 został wyznaczony na stanowisko komendanta XXV PDS w Brodach.
W latach 1914–1917 walczył w Legionach Polskich. Był oficerem 1 pułku piechoty Legionów. 2 lipca 1915 roku awansował na chorążego, a 1 kwietnia 1916 roku na podporucznika. 15 sierpnia 1917 roku, po kryzysie przysięgowym, został wcielony do cesarskiej i królewskiej Armii. Pełnił służbę w c. i k. Pułku Piechoty Nr 20, a od marca 1918 roku w c. i k. Pułku Piechoty Nr 46. W 1918 roku był członkiem Polskiej Organizacji Wojskowej, komendantem Okręgu „Równe”. W czasie wojny z bolszewikami dowodził kompanią 35 pułku piechoty, a w listopadzie 1921 III batalionem.
3 maja 1922 roku został zweryfikowany w stopniu majora ze starszeństwem z dniem 1 czerwca 1919 roku i 362. lokatą w korpusie oficerów piechoty. 10 lipca 1922 roku został zatwierdzony na stanowisku pełniącego obowiązki zastępcy dowódcy 83 pułku piechoty w Kobryniu z równoczesnym przeniesieniem z 35 pp. 12 kwietnia 1927 roku prezydent RP nadał mu stopień podpułkownika z dniem 1 stycznia 1927 roku i 27. lokatą w korpusie oficerów piechoty. 26 kwietnia 1928 roku otrzymał przeniesienie do 73 pułku piechoty w Katowicach na stanowisko zastępcy dowódcy pułku. 3 sierpnia 1931 roku został wyznaczony na stanowisko dowódcy 38 pułku piechoty w Przemyślu. W tym czasie obowiązki służbowe łączył z społeczną funkcją członka oddziału Polskiego Białego Krzyża w Przemyślu. 17 grudnia 1933 roku prezydent RP nadał mu stopień pułkownika z dniem 1 stycznia 1934 roku w korpusie oficerów piechoty i 2. lokatą. Pułkiem dowodził do 8 maja 1939, a następnie objął dowództwo nowo utworzonej Pomorskiej Brygady Obrony Narodowej w Świeciu.
W czasie kampanii wrześniowej dowodził Oddziałem Wydzielonym „Chojnice”. Przed zmierzchem 3 września 1939 roku przeprawił się przez Wisłę. W koszarach w Chełmnie zorganizował punkt zborny dla żołnierzy, którym udało się przeprawić lub przepłynąć rzekę. 4 września na czele oddziału rozbitków wyruszył z Chełmna do Torunia przez Chełmżę. Po drodze przyłączali się kolejni rozbitkowie. Wieczorem tego samego dnia do Torunia przyprowadził ok. 4000 żołnierzy, w większości bez broni. Wielu było w cywilnych ubraniach bądź miało niekompletne umundurowanie. 5 września zorganizował kombinowany pułk piechoty, który wszedł w skład 27 Dywizji Piechoty. 9 września przekazał dowództwo oddziału podpułkownikowi Janowi Szewczykowi. 11 września 1939 roku objął dowództwo nad 23 pułkiem piechoty.
Od października 1939 roku był członkiem konspiracyjnej organizacji Służba Zwycięstwu Polski. Pełnił funkcję komendanta Okręgu ZWZ Wołyń w Równem. 31 maja 1940 roku w Równem w mieszkaniu J. Dynakowskiej przy ul. 3 maja nr 310 został aresztowany przez funkcjonariuszy NKWD na skutek zdrady podporucznika rezerwy Bolesława Zymona ps. „Bolek”, „Waldy Wołyński”, który pełnił funkcję szefa sztabu i kierownika działu organizacyjnego Komendy Okręgu ZWZ Wołyń. 13 listopada 1940 roku skazany wyrokiem Sądu Obwodowego w Łucku na karę śmierci. Dalsze losy nieznane. Jego grób symboliczny znajduje się na cmentarzu Bródnowskim w Warszawie (kwatera 26K-2-26).
Kazimierz Tadeusz Majewski był żonaty z Brygidą Heleną z Petzów, ps. „Agnieszka” (1894–1983), łączniczką sztabu 7 pułku piechoty Legionów Armii Krajowej w powstaniu warszawskim, z którą miał dwóch synów: Mieczysława Gwido (ur. 7 listopada 1920 roku) i Leszka Tadeusza (ur. 10 stycznia 1924 roku).

## Ordery i odznaczenia
- Krzyż Srebrny Orderu Wojskowego Virtuti Militari nr 1653[31] – 28 lutego 1921 roku[32][33] (rozkaz nr 48 Dowództwa 3 Armii z 27 listopada 1920 roku[34])
- Krzyż Srebrny Orderu Wojskowego Virtuti Militari nr 7104 – 17 maja 1922 roku „za czyny orężne w bojach byłego 1 pp Leg.”[35][31]
- Krzyż Srebrny Orderu Wojskowego Virtuti Militari nr 7610 – 17 maja 1922 roku „za czyny w byłej POW na Wschodzie (KN III)”[36][31]
- Krzyż Niepodległości z Mieczami – 12 marca 1931 roku „za pracę w dziele odzyskania niepodległości”[37][38]
- Krzyż Oficerski Orderu Odrodzenia Polski – 11 listopada 1936 roku „za zasługi w służbie wojskowej”[39][40]
- Krzyż Walecznych[c] po raz pierwszy i drugi „za czyny orężne w bojach byłego 1 pp Leg.”[42]
- Krzyż Walecznych po raz drugi, trzeci i czwarty – 1921 roku (za czyny w szeregach 35 pułku piechoty)[43]
- Złoty Krzyż Zasługi – 2 sierpnia 1928 roku „za zasługi na polu wyszkolenia wojska”[44][45]
- Medal Pamiątkowy za Wojnę 1918–1921[4]
- Medal Dziesięciolecia Odzyskanej Niepodległości[4]